# Jakov Milatović
Jakov Milatović (n. 7 decembrie 1986, Podgorica, RSF Iugoslavia) este un politician și economist muntenegrean. La alegerile din 2023 a fost ales noul președinte al țării. Anterior a fost ministru al economiei în perioada 2020-2022.

## Biografie

### Tinerețe și educație
Milatović s-a născut la 7 decembrie 1986  în Titograd, SR Muntenegru, SFR Iugoslavia, unde a absolvit școala primară și gimnazială Gimnaziul „Slobodan Škerović”. Bunicul și străbunicul lui au luptat în al Doilea Război Mondial ca partizani iugoslavi.  Și-a finalizat studiile de licență în domeniul economiei la Facultatea de Economie a Universității din Muntenegru. A petrecut un an universitar la Universitatea de Stat din Illinois⁠(d) în calitate de bursier american; un semestru la Universitatea de Economie și Afaceri din Viena (WU Wien) în calitate de bursier al Guvernului Austriei; un an universitar la Universitatea Sapienza din Roma (La Sapienza) ca membru UE.
Milatović și-a absolvit masteratul în economie la St John's College, Oxford⁠(d). A fost bursier Chevening al guvernului britanic. De asemenea, a fost membru al Fundației germane Konrad Adenauer.  Milatović e fluent în engleză și vorbește italiană și spaniolă.

### Cariera economică
Milatović a lucrat la NLB Group⁠(d) Podgorica și Deutsche Bank, Frankfurt. În 2014 s-a alăturat Băncii Europene pentru Reconstrucție și Dezvoltare în echipa de analiză economică și politică. În 2019, a fost promovat economist principal pentru țările UE, inclusiv România, Bulgaria, Croația și Slovenia, și a avut sediul la biroul Băncii din București. 
A publicat o serie de articole și a fost coautor a două cărți. 

### Cariera politică
A fost ministru al Economiei și Dezvoltării Economice în Cabinetul Krivokapić în perioada 4 decembrie 2020 —28 aprilie 2022. În timpul mandatului său, Milatović și ministrul de finanțe Milojko Spajić au prezentat și implementat controversatul program de reformă economică „Europa acum”. 
În 2022, Milatović și Spajić au fondat partidul politic Europe Now⁠(d), care a participat la alegerile locale din 2022.  Milatović a condus lista electorală a organizațiilor din Podgorica în calitate de candidat la primar.  Lista a câștigat 21,7% din voturile populare, iar Milatović era de așteptat să devină primarul orașului Podgorica. 
În martie 2023, Milatović a candidat din partea Europe Now la alegerile prezidențiale din Muntenegru din 2023, după ce candidatura lui Spajić a fost respinsă de Comisia Electorală de Stat (DIK), deoarece s-a descoperit că este un cetățean dublu al Serbiei și Muntenegrului.  El a fost ales președinte după victoria sa fulgerătoare împotriva președintelui în exercițiu, Milo Đukanović⁠(d), în turul de scrutin din 2 aprilie 2023. Milatović a câștigat 58,88% din voturile populare  și inaugurarea sa va avea loc pe 21 mai.

## Poziții politice
Milatović a votat pentru independența Muntenegrului la referendumul pentru independență din 2006.  El sprijină aderarea Muntenegrului la Uniunea Europeană.  El pledează pentru relații mai strânse între Muntenegru și Serbia.   Pozițiile sale politice au fost descrise drept centriste.  

## Viața personală
Milatović este căsătorit cu Milena Milatović și are trei copii. Este creștin ortodox sârb și a fost botezat în Mănăstirea Ostrog.  El se identifică ca muntenegrean după etnie. 